# ای‌اف اچانومی
ای‌اف اچانومی (انگلیسی: Efe Echanomi؛ زادهٔ ۲۷ سپتامبر ۱۹۸۶) بازیکن فوتبال اهل بریتانیا است.
از باشگاه‌هایی که در آن بازی کرده‌است می‌توان به باشگاه فوتبال والتام فورست، باشگاه فوتبال گرایس اتلتیک، و باشگاه فوتبال لیتون اورینت اشاره کرد.